# Państwo Prawa

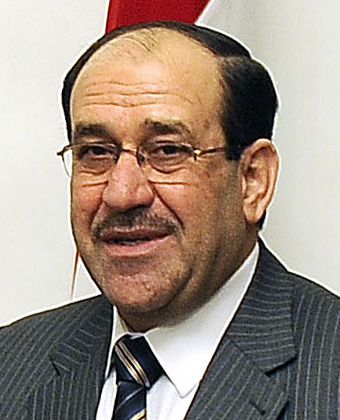
Nuri al-Maliki

Państwo Prawa (ar. دولة القانون - Daulat al-Kanun) – iracka koalicja szyickich partii politycznych, z wiodącą rolą partii Zew Islamu. Została utworzona przez Nuriego al-Malikiego na początku 2009, w latach 2010-2014 tworzyła rząd.

## Okoliczności powstania
Koalicja Państwo Prawa została zawiązana z inicjatywy Nuriego al-Malikiego przed wyborami samorządowymi w Iraku w styczniu 2009. Nazwa koalicji miała sugerować, że dzięki polityce rządu al-Malikiego, sprawującego urząd premiera od 2006, w Iraku stopniowo zaprowadzane były rządy prawa. Dowodem na to miały być sukcesy wojsk irackich w walkach o Basrę oraz powstrzymywanie dążeń niepodległościowych Kurdów. W wyborach parlamentarnych w marcu 2010 Państwo Prawa nie przyłączyło się do ogólnoszyickiej koalicji, Irackiego Sojuszu Narodowego, lecz wystartowało osobno. Uzyskała 24,2% głosów i 89 mandatów, minimalnie przegrywając z koalicją partii świeckich oraz sunnickich - Irackim Ruchem Narodowym (24,7% głosów, 91 mandatów). Nuri al-Maliki nie pogodził się z przegraną, zaskarżając wyniki głosowania i zapowiadając, że to Państwo Prawa, a nie zwycięski Iracki Ruch Narodowy utworzy nowy rząd. Powtórne liczenie głosów wykazało, że podane w pierwszej kolejności wyniki wyborów nie wymagały korekty. Al-Maliki wywarł wówczas nacisk na iracki Sąd Najwyższy, by ogłosił, że to Państwo Prawa wraz ze stowarzyszonymi partiami utworzyło koalicyjny rząd; lider Irackiego Ruchu Narodowego Ijad Allawi nie potrafił mu się przeciwstawić. Koalicyjny rząd al-Malikiego, w którym Państwo Prawa odgrywało wiodącą rolę, powstał po kilkumiesięcznych negocjacjach jeszcze w tym samym roku. Al-Maliki konsekwentnie dążył do objęcia władzy autorytarnej.
W Państwie Prawa szybko doszło do wewnętrznych konfliktów wywołanych czynnikami personalnymi. Wiodącą rolę w koalicji utrzymywała partia Zew Islamu, której przewodził al-Maliki, jednak oprócz niej w sojuszu znalazły się liczne mniejsze formacje tworzone przez szyickich duchownych wywodzących się z rywalizujących rodów. Mimo to Państwo Prawa z wynikiem 24,14% wygrało wybory parlamentarne w Iraku w 2014 roku, jednak krótko potem straciło większość parlamentarną. Nuri al-Maliki mógł po raz trzeci ubiegać się o trzecią kadencję na stanowisku premiera. Jednak wobec trwającej wojny domowej i faktycznego rozpadu kraju, zdecydowanej opozycji sunnitów i Kurdów wobec osoby al-Malikiego, faktu, że stracił on poparcie także niektórych partii szyickich, prezydent Fu’ad Masum desygnował na stanowisko szefa rządu Hajdara al-Abadiego, który podobnie jak al-Maliki działa w partii Zew Islamu. Początkowo wybór premiera został odrzucony przez Malikiego, jednak widząc, że decyzja Masuma uzyskała aprobatę innych krajów arabskich, Turcji, Iranu i Stanów Zjednoczonych, zaakceptował tę decyzję.